# Святополк-Мирский, Николай Иванович
Князь (с 1861 года) Николай Иванович Святополк-Мирский, 2-й (5 [17] июля 1833, Санкт-Петербург — 15 [27] июля 1898, Мир, Минская губерния) — военачальник Российской империи, генерал от кавалерии. Командовал Тенгинским 77-м пехотным полком и Семёновским лейб-гвардии полком.

## Биография
Николай Иванович Святополк-Мирский был младшим из трёх сыновей от второго брака отца с писательницей и переводчицей Марцианой из рода Ностиц-Яцковских (1807–1853).
В 1843—1852 годах учился в Пажеском корпусе.
С 1853 года участвовал в военных действиях во время Крымской войны; поручик Н. И. Святополк-Мирский был 28 декабря 1854 года награждён орденом Св. Георгия 4-й степени.
В кампании 1857—1861 годов получил чин капитана и ордена Св. Станислава 2-й ст. с мечами и Св. Анны 2-й ст. с мечами. В 1859—1861 годах командовал 20-м стрелковым батальоном. 3 февраля 1860 года в чине майора назначен флигель-адъютантом к Его Величеству. 3 марта того же года был произведен в подполковники. С 21 сентября 1861 года — полковник и командир Тенгинского пехотного полка.
Высочайшим указом от 30 (18) апреля 1861 года отцу Н. И. Святополк-Мирского с сыновьями (самому Николаю и его старшему брату  генерал-майору Свиты Д. И. Святополк-Мирскому) было разрешено, с их потомством, именоваться в России князьями.
В 30 августа 1865 года Н. И. Святополк-Мирский произведён в генерал-майоры с назначением в Свиту Его Величества.
В 1867 году он был назначен командиром лейб-гвардии Семёновского полка.
С 1873 года — командир 1-й бригады 1-й гвардейской пехотной дивизии. В 1874 году назначен генерал-адъютантом. С 1876 года — генерал-лейтенант, начальник 9-й пехотной дивизии.

Участвовал в Русско-турецкой войне 1877—1878 годов. Отличился в сражениях под Плевной и на Шипке. Прославился организацией «броска» через Балканы на помощь корпусу генерала Ф. Ф. Радецкого, за который генерал-лейтенант Н. И. Святополк-Мирский 31 января 1878 года был удостоен ордена Святого Георгия 3-й степени и золотого оружия с надписью «За храбрость».
«В воздаяние отличного мужества и распорядительности, оказанных при переходе через Балканы и в бою с турками 28 Декабря 1877 года, у Шипки».
С 1881 по 1898 год — войсковой наказной атаман Войска Донского.
В 1891 году он приобрёл у княгини Марии Львовны Гогенлоэ-Шиллингсфюрст и восстановил Мирский замок, а именно: 

…свободную от залога и запрещеній часть собственнага своего недвижимага именія по местному названію Замирье, расположенную в Минской губерніі Новогрудскага уезда, доставшегося ей в наследство после смерті генерал-адъютанта князя Петра Львовича Сайн-Витгенштейна Берлебурга— НИАБ. Ф. 183, Оп. 11, Д. 3560.
С 1898 года — член Государственного совета.
Умер 15 (27) июля 1898 года в своём имении Мир и был похоронен там, у стены православной Николаевской церкви.

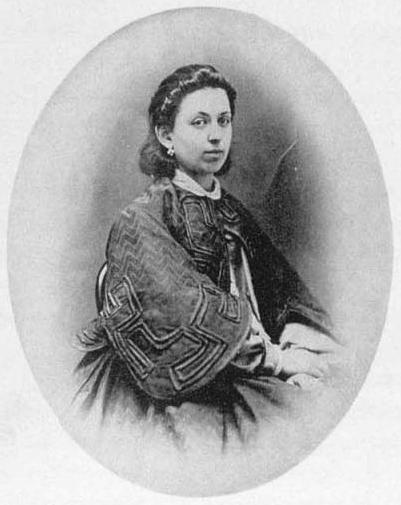
Вера Ильинична, жена

## Семья
В 1860 году женился на княжне Вере Ильиничне (1842—1863), дочери грузинского царевича Ильи Георгиевича, от которой имел сына Илью, умершего сразу после рождения; вскоре умерла и жена.
В 1868 году «в присутствии императорской пары» Николай Иванович Святополк-Мирский женился на Клеопатре Михайловне Ханыковой (1845—1910), дочери полковника Михаила Николаевича Ханыкова и Софьи Васильевны Энгельгардт; кавалерственной даме ордена Св. Екатерины 2 ст. У них было семь сыновей: Михаил (1870—1938), Иван (1872—1921), Дмитрий (1874—1950), Владимир (1875—1906), Семён (1885—1917), а также Василий и Пётр, умершие в раннем детстве.

## Награды
Российской империи:
- Орден Святой Анны 4-й степени (1854)
- Орден Святого Георгия 4-й степени (1854)
- орден Св. Станислава 2-й степени с Императорской короной и мечами (1861)
- Орден Святой Анны 2-й степени с мечами (1863)
- Орден Святого Владимира 3-й степени (1868)
- орден Св. Станислава 1-й степени (1872)
- Орден Святой Анны 1-й степени с мечами (1877)
- Орден Святого Георгия 3-й степени (1877)
- Золотое оружие «За храбрость» с алмазами (1877)
- Орден Святого Владимира 2-й степени (1881)
- Орден Белого орла (1883)
- Орден Святого Александра Невского (1887)
- Бриллиантовые знаки к Ордену Святого Александра Невского (1893)
- Орден Святого Владимира 1-й степени (1896)

Иностранных государств:
- Прусский Орден Красного орла 2-го класса со звездой и мечами (1874)
- Австрийский Императорский австрийский орден Франца Иосифа, большой крест (1874)
- Шведский Орден Меча, большой крест  (1875)
- Персидский Орден Льва и Солнца, большой крест  (1891)